# Calyptra

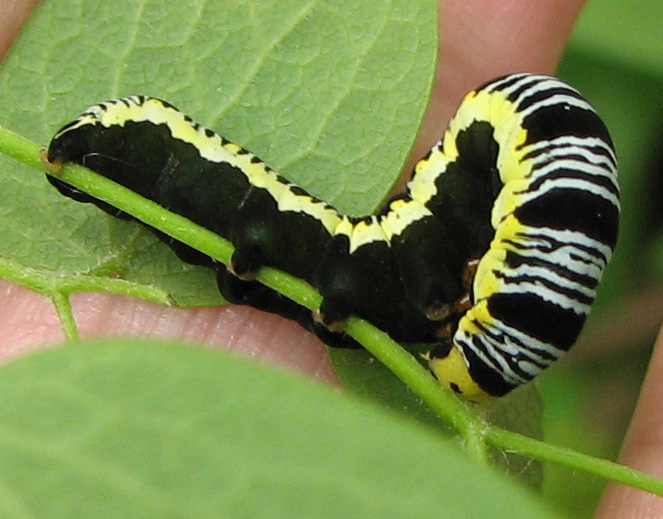
Calyptra canadensis, larva

Calyptra es un género de lepidópteros de la subfamilia Calpinae en la familia Erebidae. Se encuentra en la tribu Calpini.
El nombre común de muchas de estas especies, polillas vampiros, se refiere a la costumbre que tienen de beber la sangre de vertebrados. Según un estudio reciente, algunos de ellos (C. thalictri) son incluso capaces de beber sangre humana a través de la piel. Sin embargo, no se conoce que las polillas causen peligro a los seres humanos.

## Hábitat
Estos insectos han ido cambiando su hábitat en los últimos años. La especie Calyptra thalictri era nativa de Malasia, los Urales y el sur de Europa, pero se está observando en el norte de Europa. En el año 2000, se observaron en Finlandia y en 2008 se les vio más al oeste de Suecia. La observación de Suecia estaba en Skutskär norte de la capital, Estocolmo, mientras que los avistamientos en Finlandia han sido más numerosos. Se encuentra en el sur de Finlandia, en particular, en el sureste.

## Especies
- Calyptra albivirgata Hampson, 1926
- Calyptra bicolor Moore, 1883
- Calyptra canadensis Bethune, 1865
- Calyptra eustrigata Hampson, 1926
- Calyptra fasciata Moore, 1882
- Calyptra fletcheri Berio, 1956
- Calyptra gruesa Draudt, 1950
- Calyptra hokkaida Wileman, 1922
- Calyptra imperialis Grünberg, 1910
- Calyptra lata Butler, 1881
- Calyptra minuticornis Guenée, 1852
- Calyptra nyei Bänziger, 1979
- Calyptra ophideroides Guenée, 1852
- Calyptra orthograpta Butler, 1886
- Calyptra parva Bänziger, 1979
- Calyptra pseudobicolor Bänziger, 1979
- Calyptra subnubila Prout, 1928
- Calyptra thalictri Borkhausen, 1790)